# Château de Mez-le-Maréchal
 (février 2024).
La mise en forme du texte ne suit pas les recommandations de Wikipédia : il faut le « wikifier ».
Les points d'amélioration suivants sont les cas les plus fréquents. Le détail des points à revoir est peut-être précisé sur la page de discussion.
- Les titres sont pré-formatés par le logiciel. Ils ne sont ni en capitales, ni en gras.
- Le texte ne doit pas être écrit en capitales (les noms de famille non plus), ni en gras, ni en italique, ni en « petit »…
- Le gras n'est utilisé que pour surligner le titre de l'article dans l'introduction, une seule fois.
- L'italique est rarement utilisé : mots en langue étrangère, titres d'œuvres, noms de bateaux, etc.
- Les citations ne sont pas en italique mais en corps de texte normal. Elles sont entourées par des guillemets français : « et ».
- Les listes à puces sont à éviter, des paragraphes rédigés étant largement préférés. Les tableaux sont à réserver à la présentation de données structurées (résultats, etc.).
- Les appels de note de bas de page (petits chiffres en exposant, introduits par l'outil «  Source ») sont à placer entre la fin de phrase et le point final[comme ça].
- Les liens internes (vers d'autres articles de Wikipédia) sont à choisir avec parcimonie. Créez des liens vers des articles approfondissant le sujet. Les termes génériques sans rapport avec le sujet sont à éviter, ainsi que les répétitions de liens vers un même terme.
- Les liens externes sont à placer uniquement dans une section « Liens externes », à la fin de l'article. Ces liens sont à choisir avec parcimonie suivant les règles définies. Si un lien sert de source à l'article, son insertion dans le texte est à faire par les notes de bas de page.
- La présentation des références doit suivre les conventions bibliographiques. Il est recommandé d'utiliser les modèles {{Ouvrage}}, {{Chapitre}}, {{Article}}, {{Lien web}} et/ou {{Bibliographie}}. Le mode d'édition visuel peut mettre en forme automatiquement les références.
- Insérer une infobox (cadre d'informations à droite) n'est pas obligatoire pour parachever la mise en page.

Pour une aide détaillée, merci de consulter Aide:Wikification.
Si vous pensez que ces points ont été résolus, vous pouvez retirer ce bandeau et améliorer la mise en forme d'un autre article.
 (février 2024).
Le château de Mez-le-Maréchal est un château médiéval situé sur la commune de Dordives, dans la partie nord-est du département du Loiret en France.
Le château de Mez-le-Maréchal et les ruines de l'église du Mez sont inscrits à l'inventaire supplémentaire des Monuments historiques, initialement en 1940 puis en 2023. Le château, y compris la tour quadrangulaire, les bâtiments compris dans l'enceinte, les douves et leur talus de contrescarpe, font l'objet d'un classement par arrêté du 30 septembre 2024.

## Localisation
Le château de Mez-le-Maréchal situé sur la commune de Dordives, dans la partie nord-est du département du Loiret, dépend administrativement de la région Centre-Val de Loire. Située à 100 km au sud de Paris, la ville de Dordives appartient néanmoins à la sphère économique du Bassin parisien.

## Un environnement favorable
Ce château bénéficie d’un environnement hydrologique qui a certainement favorisé son implantation géographique.
Deux vallées fluviales, celle du Betz, petite rivière du Gâtinais, affluent de la rive droite du Loing, et celle du ruisseau des Ardouses, lui-même affluent du Betz, ont formé une large vallée est-ouest débouchant sur la vallée du Loing, à deux kilomètres. Cette vallée largement ouverte, avec un axe fluvial attesté depuis l’époque gallo-romaine, est traversée par la route romaine de Sens à Orléans, dite le "chemin de César" dont le tracé passe par les terres du Mez.
Le Betz étant sujet à de fréquentes sorties de lit, le château a été construit à deux mètres au-dessus du niveau de la rivière, mais à un mètre au-dessous du niveau du ruisseau des Ardouses, ce qui fait que les douves du château sont alimentées de façon constante. De plus, un talus de vingt mètres de large sur deux mètres de hauteur sert de contrescarpe du côté du Betz, dont les eaux coulent à quelques mètres, et met ainsi le château hors d’atteinte de crues centennales.

## Un riche contexte géologique
La commune de Dordives, limitrophe de la Seine-et-Marne, au sud, présente toutes les caractéristiques géologiques du Bassin parisien.
Ainsi, les formations typiques des vallées fluviales laissent affleurer des vestiges bien visibles dans les paysages, et ont servi de tout temps de matériaux de construction.
Il s’agit d’abord de la craie campanienne, sous forme de poudingues contenant des galets de dimensions variables, liés par une argile maigre. Ce sont pour la région de Dordives des chailles jurassiques du Nivernais, galets parfaitement roulés semblables à ceux d’un rivage actuel, signe de dépôts fluviatiles.
Vient ensuite le calcaire de Château-Landon, calcaire lacustre qui couvre les parties sud-est et est du Bassin parisien. Calcaire siliceux, très dur, avec des marnes de différentes couleurs et généralement caverneux, c’est une excellente pierre de construction encore exploitée industriellement à Souppes-sur-Loing (Seine-et-Marne). Il affleure souvent à la surface en particulier aux environs immédiats du Betz et de Dordives.
Cette géologie locale a donc permis de trouver, à proximité immédiate ou aux alentours, de quoi construire un édifice important sans avoir recours à de lointaines carrières, à des trajets coûteux ou des acheminements aléatoires.

## L'architecture médiéviale

### Aspect général
Ce château fort présente une enceinte continue du XIIIe siècle, formant un carré de 64 m de côté, avec quatre tours rondes aux angles, et une porte d’entrée flanquée de deux tours, rondes elles aussi. Cette porte possède encore son assommoir et des rainures dans l’embrasure témoignent du passage d’une herse maintenant disparue. Les courtines ont une hauteur moyenne de 7,50 m et une épaisseur de 1,95 m. Le niveau du chemin de ronde, arasé aujourd’hui, s’élève lui aussi à 7,50 m. Il reste des logis médiévaux du XIIIe siècle, accolés aux courtines à l’est et au sud.
Excentrée dans le quart sud-ouest de la cour, s’élève sur quelque 16 mètres de hauteur une imposante tour maîtresse rectangulaire, construite à la fin du XIIe siècle.

### La tour-logis
Construite avant l’enceinte, dans la deuxième moitié du XIIe siècle, la tour-logis, rectangulaire, de 15 m sur 13,5 m, est complétée par quatre tourelles d’angle semi-circulaires et semi-engagées. Le tout est construit soigneusement en petit appareil de moellons équarris,  renforcé aux angles par des chainages de pierres de taille. Les trous de boulins des échafaudages sont encore très visibles.
L’accès à la tour-logis se fait de plain-pied avec la cour par une large porte d’entrée au sud.
Deux niveaux simplement planchéiés divisent l’espace intérieur. Au rez-de-chaussée, des jours aux fentes évasées vers l’extérieur donnent de la lumière, et de larges fenêtres éclairent le deuxième niveau sur les quatre faces.
Les tourelles forment des espaces annexes. Celle du nord-est est occupée par un escalier à vis hélicoïdal qui donne accès au deuxième niveau. Celle du sud-est abrite, au rez-de-chaussée, un petit oratoire à voûtes d’arêtes.

### Les tours de l’enceinte et le chemin de ronde
Ces tours, circulaires, s’élèvent sur deux niveaux, sauf deux d’entre elles au sud-est et au nord-est qui ont été surélevée d’un niveau.
On accède à la salle du rez-de-chaussée des tours par une porte à coussinets et linteaux, aménagés dans l’angle de la courtine; la salle de l’étage est couverte par une voûte d’ogives à quatre branches. Sur les six tours de l’enceinte, deux conservent encore des traces de cet aménagement. Ces salles également circulaires sont équipées d’archères à simple ébrasement : il y en a trois au rez-de-chaussée, quatre à l’étage. Leur répartition n’est pas laissée au hasard.
Au premier niveau, l’une des trois archères permet de viser en direction de l’axe de la porte d’entrée de l’enceinte, les deux autres en direction des courtines.
Au deuxième niveau, les quatre archères sont installées dans les angles morts de celles du niveau inférieur.
En outre, les murs des tours d’angle sont traversés à la hauteur du deuxième niveau par le chemin de ronde pour le passage d’une courtine à l’autre. Ce chemin de ronde devient alors un couloir qui peut être fermé par une porte en cas d’attaque, renforçant ainsi la protection des tours.

## La recherche archéologique
Depuis 2018 le château fait l'objet de recherches archéologiques menées par l'association Les Amis du Mez.